# 大崎町 (豊橋市)
大崎町（おおさきちょう）は、愛知県豊橋市の地名。

## 地理
豊橋市南西部に位置する。東は大清水町・植田町、西は明海町、南は老津町、北は船渡町に接する。

### 河川
- 境川[1]
- 山崎川[1]

### 湖沼
- 蓮池[1]
- 三ツ池上池[1]
- 三ツ池下池[1]

### 字一覧
- 洗橋（あらいばし）[WEB 5]
- 石穴（いしあな）[WEB 5]
- 稲葉（いなば）[WEB 5]
- 伊豆沢（いまめざわ）[WEB 5]
- 有垂（うたり）[WEB 5]
- 開円寺（かいえんじ）[WEB 5]
- 柿ノ木（かきのき）[WEB 5]
- 笠松（かさまつ）[WEB 5]
- 笠松新田（かさまつしんでん）[WEB 5]
- 北辻火当（きたつじぼとう）[WEB 5]
- 北出口（きたでぐち）[WEB 5]
- 北的場（きたまとば）[WEB 5]
- 境松（さかいまつ）[WEB 5]
- 三七荒古（さんひちあらこ）[WEB 5]
- 茂（しげり）[WEB 5]
- 春子（しゅんこ）[WEB 5]
- 地下（じげ）[WEB 5]
- 出口（でぐち）[WEB 5]
- 浪入（なみいれ）[WEB 5]
- 浪入向（なみいれむこう）[WEB 5]
- 西里中（にしさとなか）[WEB 5]
- 西山田（にしやまだ）[WEB 5]
- 入道（にゅうどう）[WEB 5]
- 蜂山（はちやま）[WEB 5]
- 東里中（ひがしさとなか）[WEB 5]
- 東山田（ひがしやまだ）[WEB 5]
- 平嶋（ひらしま）[WEB 5]
- 平地（ひらち）[WEB 5]
- 広沢（ひろさわ）[WEB 5]
- 抱六荒古（ほうろくあらこ）[WEB 5]
- 木行（ぼくぎょう）[WEB 5]
- 的場（まとば）[WEB 5]
- 南辻火当（みなみつじぼとう）[WEB 5]
- 南出口（みなみでぐち）[WEB 5]
- 南二枚橋（みなみにまいばし）[WEB 5]
- 安平（やすひら）[WEB 5]
- 谷洞（やとう）[WEB 5]
- 山田（やまだ）[WEB 5]

### 学区
- 公立高等学校 - 三河学区
- 公立中学校 - 豊橋市立南稜中学校[WEB 6]
- 公立小学校 - 豊橋市立大崎小学校[WEB 6]

## 歴史
渥美郡大崎村を前身とする。

### 人口の変遷
国勢調査による人口および世帯数の推移。
| 1995年（平成7年）  | 473世帯 1881人 |  |
| 2000年（平成12年） | 512世帯 1930人 |  |
| 2005年（平成17年） | 573世帯 1962人 |  |
| 2010年（平成22年） | 786世帯 2072人 |  |
| 2015年（平成27年） | 798世帯 2048人 |  |

### 沿革
- 1889年（明治22年）10月1日 - 町村制による渥美郡大崎村が発足[2]。
- 1891年（明治24年）4月9日 - 牟呂村地先海面埋立地（毛利新田、後の神野新田）の一部を編入[2][3]。
- 1906年（明治39年）8月31日 - 合併に伴い、高師村大字大崎となる[2]。
- 1932年（昭和7年）9月1日 - 豊橋市へ編入し、同市大崎町となる。同時に一部が船渡町・神野新田町となる[2]。
- 1973年（昭和48年）5月1日 - 一部が明海町となる[4][注釈 1]。

## 交通
- 国道23号（名豊道路豊橋バイパス）
  - 大崎IC
- 国道259号[1]
- 愛知県道2号豊橋渥美線[1]

## 施設
- 大崎校区市民館[1]
- 豊橋市立大崎小学校[1]
- 谷洞公民館[1]
- 笠松公民館[1]
- 北下地公民館[1]
- 平地公民館[1]
- 社会福祉法人豊橋平安寮[1]
- 大崎保育園[1]
- 曹洞宗江福院[1]
- 富慶院[1]
- 八幡社[1]
- 稲荷社[1]